# 탈리아 메디슨

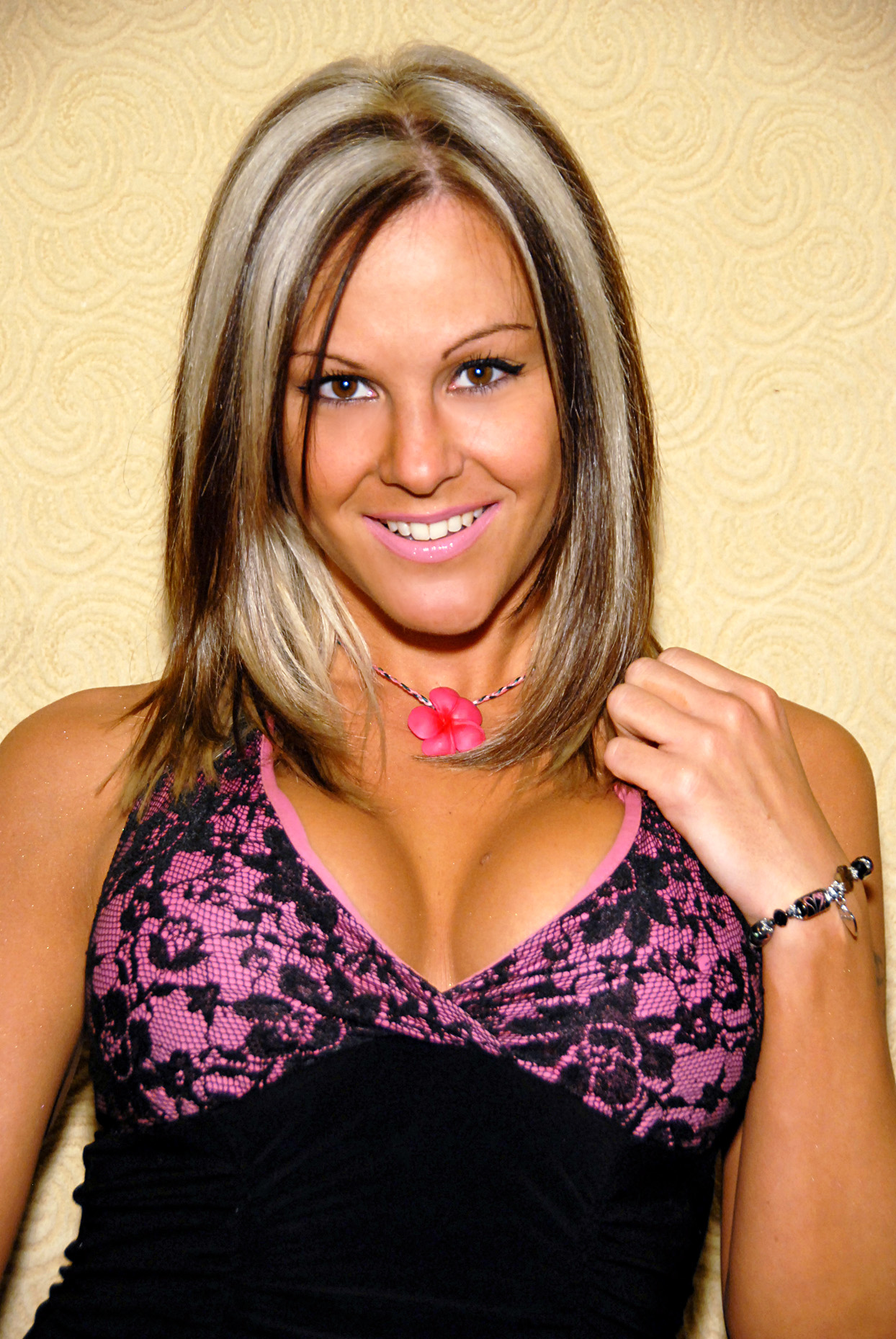
탈리아 메디슨 (2010년)

벨벳 스카이(Velvet Sky)/탈리아 메디슨(Talia Madison)은 본명은 제이미 수잔티르(Jamie Szantyr)다. 1981년 6월 2일 미국의 여자의 프로레슬링선수다. 현재 TNA에서 활동을 하고 있다. 키는 168cm 몸무게는 57kg이다.

## 챔피언 경력
- DPW 위민스 챔피언 1회
- GWA 레이디스 챔피언 1회
- TNT 위민스 챔피언 1회
- UWA 위민스 태그팀 챔피언 1회 - 아리엘 (1회)
- WEW 월드 챔피언 1회
- WEW 월드 태그팀 챔피언 2회 - 에이프릴 헌터 (1회), 티파니 메디슨 (1회)
- WXW 위민스 챔피언 1회
- TNA 위민스 넉아웃 챔피언 2회
- TNA 넉아웃 태그팀 챔피언 1회 - 메디슨 레인 & 레이시 본 에릭 (1회)